# Котелевська селищна рада
Котелевська селищна рада — орган місцевого самоврядування у Котелевському районі Полтавської області з центром у смт Котельва.
Котелевській селищній раді підпорядковані такі населені пункти:
- смт Котельва
- с. Камінне
- с. Михайлове
- с. Чернещина

## Географія
Територією, що підпорядкована селищній раді, протікають річки Ворскла, Котельва та Котелевка.

## Історія
Утворено 1925 року.

## Влада
Загальний склад ради — 30
Селищні голови (голови селищної ради)
- Гарькавенко Іван Михайлович[2]

31.10.2010 — зараз